# مو كولينز (لاعب كرة قدم أمريكية)
مو كولينز (بالإنجليزية: Mo Collins)‏ هو لاعب كرة قدم أمريكية أمريكي، ولد في 22 سبتمبر 1976 في تشارلوت في الولايات المتحدة، وتوفي بنفس المكان في 26 أكتوبر 2014 بسبب قصور كلوي.

## وصلات خارجية
- ديمون كولينز على موقع مرجع كرة القدم المحترفة.كوم (الإنجليزية)